# Drosophila mauritiana
Drosophila mauritiana este o specie de muște din genul Drosophila, familia Drosophilidae, descrisă de Tsacas și David în anul 1974.
Este endemică în Mauritius. Conform Catalogue of Life specia Drosophila mauritiana nu are subspecii cunoscute.